# Haren (stjernebillede)
 For alternative betydninger, se Haren. (Se også artikler, som begynder med Haren)
Haren (Lepus) er et stjernebillede på den nordlige himmelkugle.